# Maestro di Staffolo

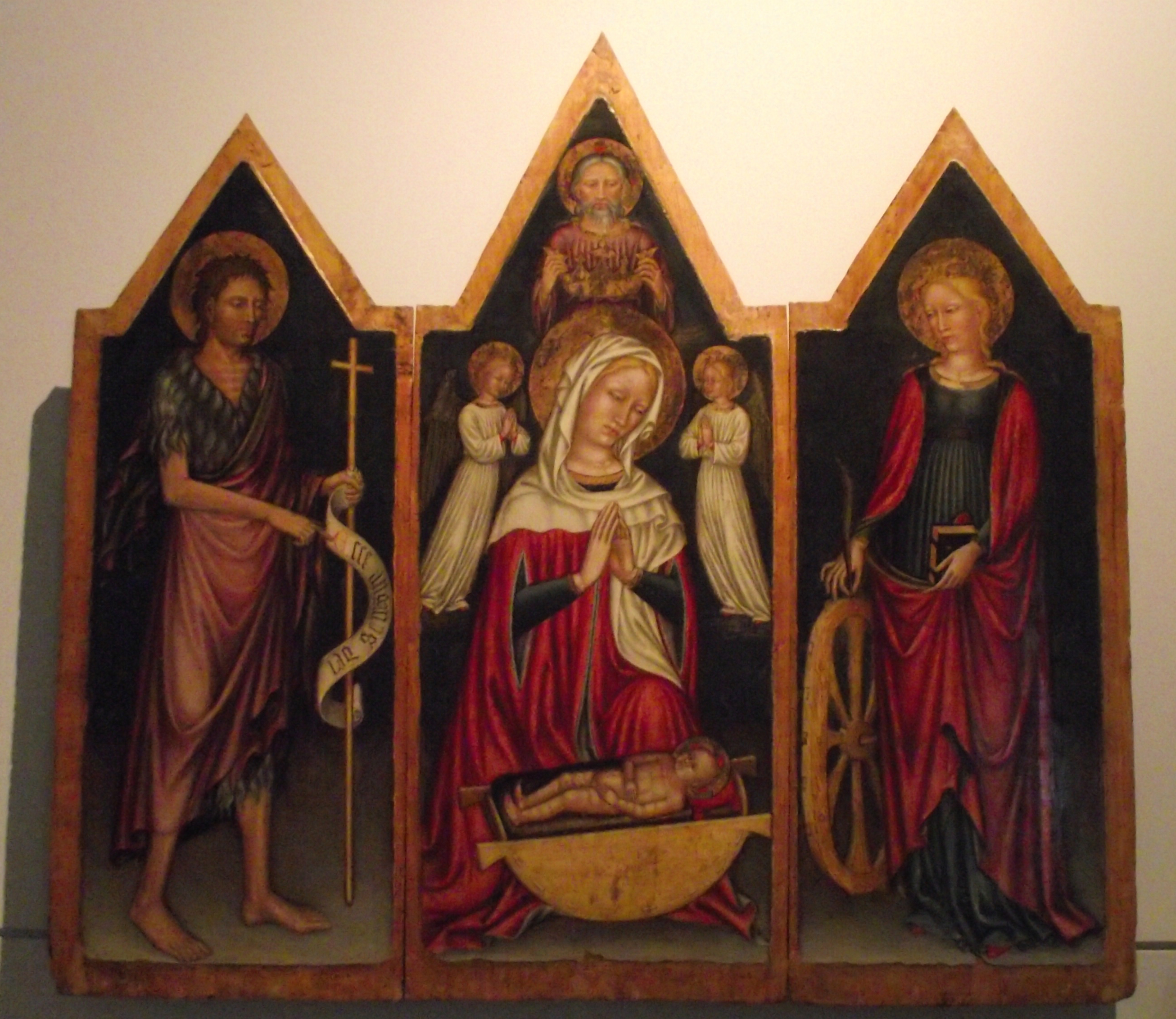
Trittico della Vergine col Bambino, l'Eterno e i Santi Giovanni Battista e Caterina d'Alessandria, 1450 circa, Pinacoteca civica, Fabriano.

Maestro di Staffolo (... – 1474 ?) è stato un pittore italiano.

## Biografia
Pittore tardo-gotico esponente della Scuola fabrianese attivo nelle Marche tra gli anni Venti e Sessanta del XV secolo. Nella sua formazione convergono influssi di Gentile da Fabriano, dei fratelli Jacopo e Lorenzo Salimbeni da San Severino Marche e del pittore Bartolomeo di Tommaso da Foligno.

## Opere

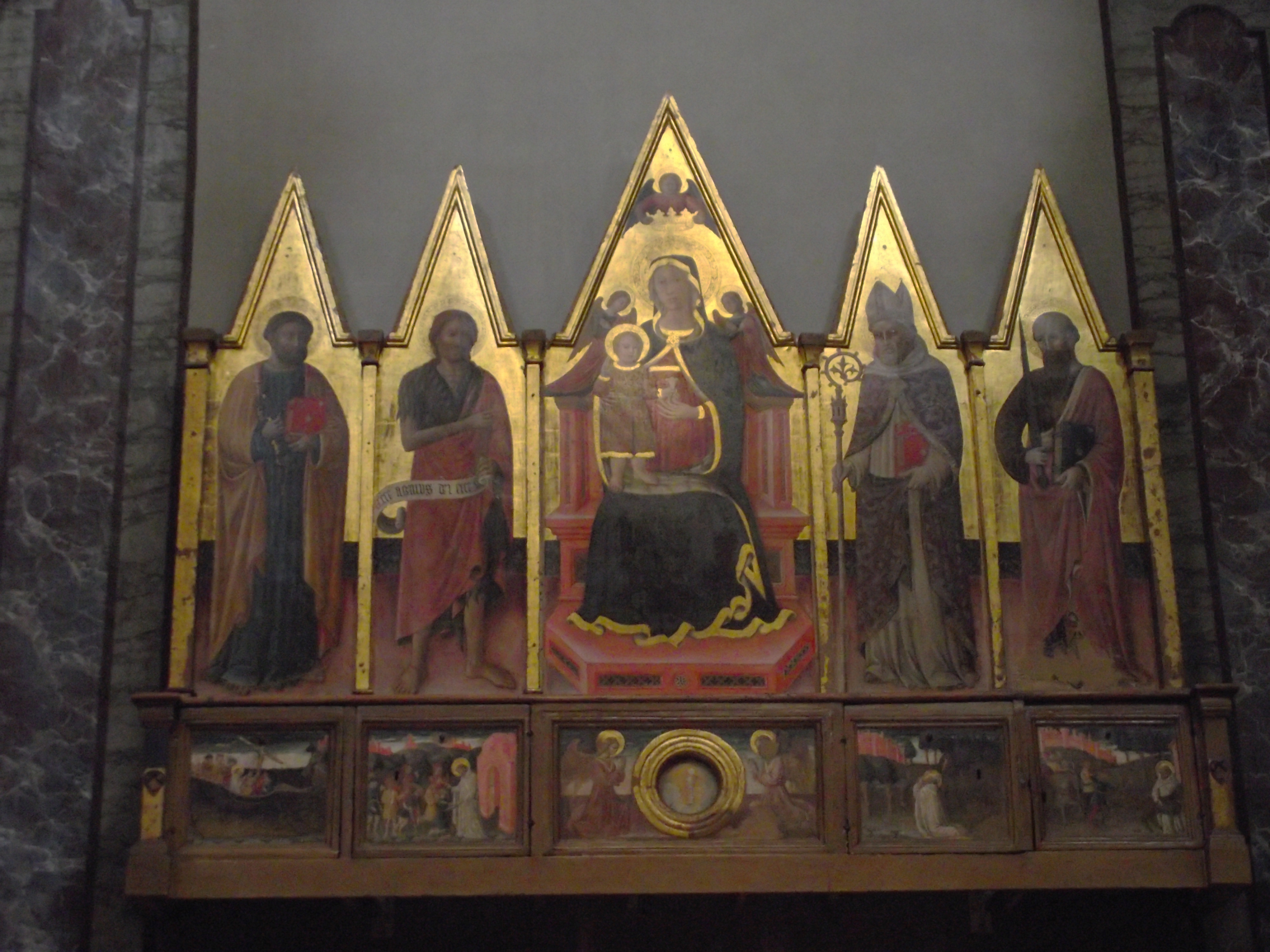
Pentittico della Madonna col Bambino in Trono fra Santi, Chiesa di Sant'Egidio, Staffolo.

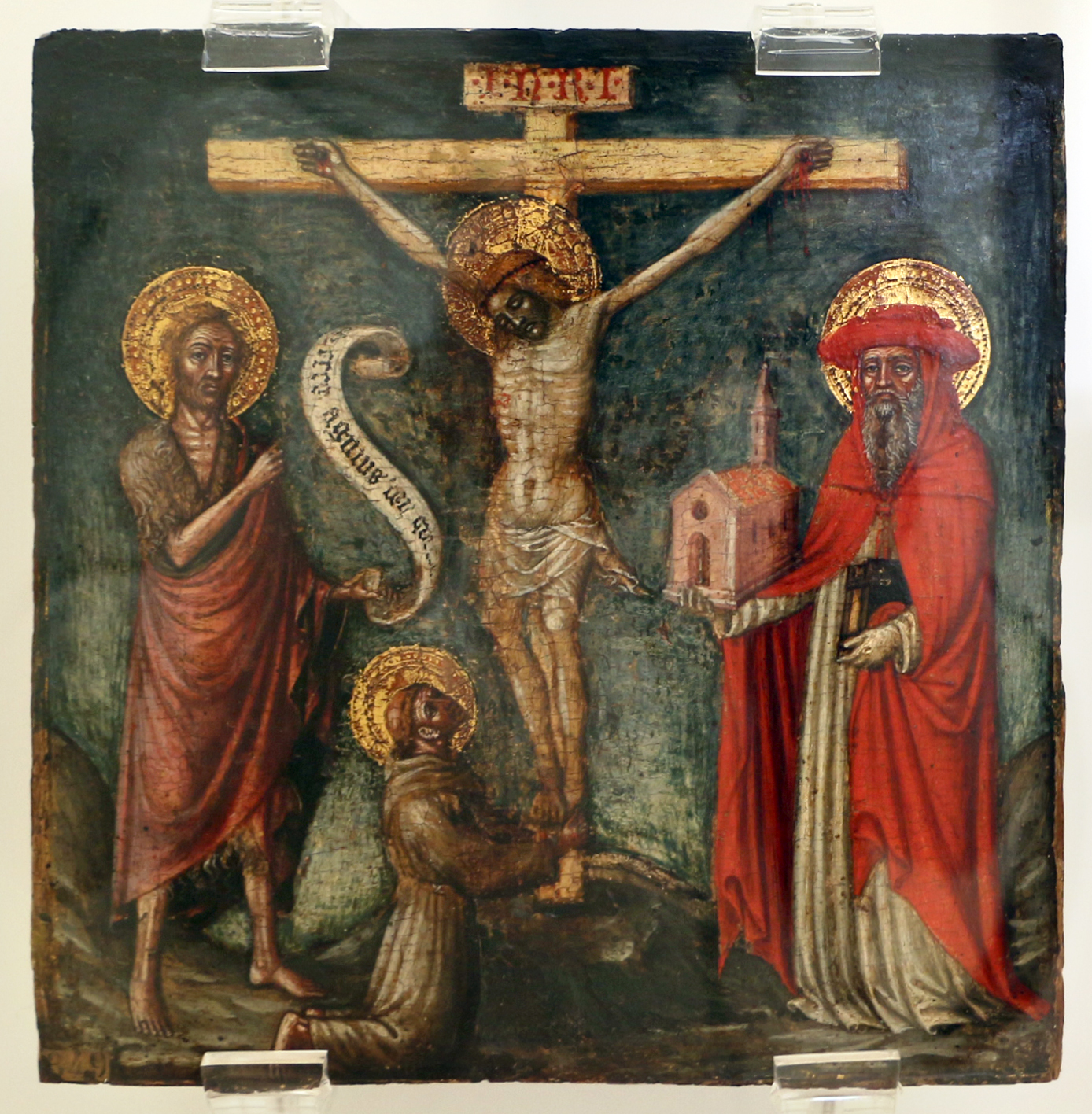
Cristo crocifisso con Santi, Museo d'arte, Ravenna.

- San Francesco riceve le Stimmate, tempera su tavola, 1420 circa, Philadelphia Museum of Art, Filadelfia[2]
- Madonna con Bambino in trono, tavola , 1425-49, Collezione privata[3]
- Madonna in adorazione del Bambino con santa Caterina d'Alessandria, tavola, 1430-40, Collezione privata[3]
- Cristo crocifisso con san Giovanni Battista, san Girolamo e san Francesco d'Assisi, tavola, 1430-40, Museo d'arte, Ravenna[3]
- Madonna della Misericordia e Dio Padre (recto) e Santi Giovanni Battista e Sebastiano (verso), stendardo bifacciale processionale in tempera e olio su tavola, 1430-40, Museo nazionale di Palazzo Venezia, Roma, tavola, 1430-40[3][4]
- Santa Maria Maddalena, San Giovanni Battista,  San Venanzio, San Antonio da Padova, affreschi, Duomo di Fabriano[1]
- San Bernardino da Siena e San Giovanni da Capestrano, Palazzo Vescovile, Fabriano[1][3]
- Sant'Apollonia, tavola, Collezione privata[3]
- due San Sebastiano, Palazzo Vescovile, Fabriano[1]
- Sant'Eleuterio e devoti, tavola, 1440-50, Museo nazionale di Capodimonte, Napoli[3]
- Madonna con Santo e donatore, affresco della lunetta del portale, 1456, Ospedale di Santa Maria del Buon Gesù, Fabriano
- Madonna di Loreto, affresco, atrio di Palazzo Baravelli, Fabriano[1][3]
- Madonna di Loreto, San Paterniano, Santa Lucia, tavola tripartita, Chiesa di San Paterniano, Domo - Serra San Quirico (AN)[3]
- Trittico Madonna col Bambino in trono fra i Santi Venanzio e Mariano, Chiesa parrocchiale, Albacina - Fabriano[1]
- Pietà fra i Santi Onofrio, Giacomo della Marca e Bernardino da Siena, Chiesa di Sant'Onofrio, Fabriano[1]
- Madonna della Misericordia con Cristo Redentore benedicente (recto), San Venanzio tra i santi Sebastiano e Mariano, san Giovanni Battista, stendardo bifacciale processionale in tempera e olio su tavola, 1445, Collezione privata, Cremona[3]
- Pentittico della Madonna col Bambino in Trono fra i Santi Giovanni Battista, Pietro, Egidio e Paolo, 1440-50, Chiesa di Sant'Egidio, Staffolo[3][5]
- Trittico Vergine col Bambino, l'Eterno e i Santi Giovanni Battista e Caterina d'Alessandria, 1450 circa, Pinacoteca civica, Fabriano[1]
- Madonna con Bambino e san Bernardino, stendardo di sera dipinto, 1456, Chiesa dell'Ospedale di Santa Maria del Buon Gesù, Fabriano[3][6]
- Madonna della Culla, 1450-60, Convento della Beata Mattia, Matelica